# Прапор Нововоронцовського району
Пра́пор Нововоронцо́вського райо́ну — офіційний символ Нововоронцовського району Херсонської області, затверджений 22 лютого 2008 року рішенням сесії Нововоронцовської районної ради.

## Опис
Прапор являє собою прямокутне полотнище зі співвідношенням сторін 2:3, що розділене на три горизонтальних смуги: синю, жовту та зелену (2:1:1). На верхній смузі біля вільного краю розташовано соняшник, оточений колосками пшениці.